# Estoloides esthlogenoides
Estoloides esthlogenoides là một loài bọ cánh cứng trong họ Cerambycidae.